# Деревенская девушка
«Деревенская девушка» (англ. The Country Girl) — американский художественный фильм, драма режиссёра Джорджа Ситона, премьера которой состоялась в декабре 1954 года. Главные роли исполняют Бинг Кросби, Грейс Келли и Уильям Холден. Экранизация одноимённой пьесы Клиффорда Одетса. Фильм стал одним из наиболее успешных в 1954 году. До сих пор он ценится киноведами за реалистичные и честные диалоги, крепко построенный сценарий, принёсший Ситону «Оскар», и актёрские работы. Перевоплощение Бинга Кросби позже неоднократно признавалось одним из лучших в его карьере.
Картина удостоена двух премий Американской киноакадемии «Оскар»: за лучшую женскую роль (Грейс Келли) и лучший адаптированный сценарий (Джордж Ситон); номинировалась ещё на пять, включая за лучший фильм года. Помимо «Оскара», Келли забрала «Золотой глобус» и была представлена к получению BAFTA.

## Сюжет
Слава когда-то популярного бродвейского певца Фрэнка Элджина (Бинг Кросби) постепенно покидает его. Жизнь также течет своим плавным чередом: он проживает в скромной квартирке с женой Джорджи (Грейс Келли), которая выглядит гораздо старше своих лет. Вдобавок ко всему, Элджин начинает пить, когда их пятилетний сын Джонни погибает под колёсами автомобиля.
Очередной шанс возродить свою карьеру Элджину подкидывает режиссёр новой музыкальной постановки Берни Додд (Уильям Холден), который прослушивает певца и утверждает его на эту роль. Продюсер Филип Кук (Энтони Росс) категорически не приемлет такой вариант развития событий, намекая, что Элджин — законченный алкоголик. Додд пытается разобраться в том, что стало финалом карьеры бродвейской звезды. Определённые выводы приводят его к супруге Элджина Джорджи — холодной и жестокой женщине.
Фрэнк все-таки получает долгожданную роль вопреки недовольству Кука. Додд, после очередного серьезного разговора с Джорджи, понимает, что полюбил её. Выступление Элджина публика принимает на «ура», его карьера полностью восстановлена. В последних сценах ленты Берни предполагает, что теперь, после возвращения прежнего Фрэнка, Джорджи уйдёт от него, но она, к полному удивлению Додда, остаётся с мужем.

## В ролях
- Бинг Кросби — Фрэнк Элджин
- Грейс Келли — Джорджи Элджин
- Уильям Холден — Берни Додд
- Энтони Росс — Филип Кук
- Джин Рейнольдс — Ларри
- Эдди Райдер — Эд
- Роберт Кент — Пол Ангер
- Джон У. Рейнольдс — Генри Джонсон

## Создание
В марте 1951 года режиссёр Джордж Ситон и его старый друг, продюсер Уильям Перлберг, приобрели права на экранизацию нашумевшей пьесы «Деревенская девушка». Только в декабре 1952 года, во время съёмок драмы «Маленький мальчик потерян», Ситон приступил к написанию сценария. Закончив сценарий, он сразу же позвал на главную роль певца Бинга Кросби, который без раздумий согласился. Узнав о том, что в проекте будет задействована такая звезда, руководство студии Paramount Pictures, отвечавшей за создание картины, сообщило Ситону, что по сюжету герой Кросби будет исполнителем музыкальных хитов на Бродвее. Сделано это было для того, чтобы актёр смог использовать свой основной талант. По словам режиссёра, он выбрал Кросби на главную роль потому, что его впечатлила актёрская игра Бинга в фильме «Маленький мальчик потерян»:
Я всегда чувствовал, что Бинг Кросби — это что-то большее, чем просто крунер. Он проделал крайне похвальную работу в «Маленький мальчик потерян», но на протяжении всего фильма я видел, что в этом человеке есть та интенсивность, которую ему не дают показать. Обладая тем опытом, что я имел с Бингом в «Мальчике», я понял, что он будет просто идеален в «Деревенской девушке».
В декабре 1953 года съёмки стартовали в городе Палм-Спрингс. Дженнифер Джонс должна была играть главную роль, а кресло режиссёра занял бы актёр Уильям Холден. За несколько недель до начала съёмочного процесса Джонс забеременела. Продюсеры поняли, что риск слишком большой и заменили актрису Грейс Келли, которая, прочитав сценарий, поняла, что это — роль всей её жизни. Paramount Pictures, напротив, отказались утвердить Келли на эту роль. Положение спас агент актрисы Лью Вассерман, убедив студию в том, что Келли в любой момент может покинуть состав съёмочной группы, если их что-то не устроит.
Съёмки фильма ненадолго прекращались из-за скандалов, связанных с коммунистическими взглядами драматурга Клиффорда Одетса, который и написал пьесу «Деревенская девушка». Утвердив на заглавную роль Келли, продюсеры буквально обеспечили несколько новых романов на съёмочной площадке: так, у актрисы завязались романтические отношения одновременно с Бингом Кросби и Уильямом Холденом.

## Критика
Фильм был положительно воспринят большинством мировых кинокритиков и удерживает «свежий» рейтинг 83% на авторитетном сайте Rotten Tomatoes. Рядовые зрители на сайте IMDb оценили ленту в 7.3 балла из 10.
В современных рецензиях преобладают комплименты в сторону актёрских работ Бинга Кросби и Грейс Келли. Эмануэль Леви пишет: «Келли, невзирая на полное отсутствие макияжа, все ещё красива и мила. Ей просто предназначалась роль твёрдой супруги, чья невротическая зависимость от собственного мужа настолько же сильна, как и его от неё». Обозреватель сайта AMC Кристофер Налл посоветовал картину тем, кому Кросби нравится более в качестве крунера, нежели в качестве шоумэна. Джек Краутер заявил, что ключ ко всей мощи фильма — работа Бинга Кросби.
Деннису Швартцу лента показалась мрачной и неубедительной: «Эта кулуарная драма, если судить по сегодняшним стандартам, кажется наигранной, шаткой и устаревшей».

## Награды и номинации
Актриса Грейс Келли получила свой единственный «Оскар» за роль именно в фильме Ситона. Незадолго до церемонии вручения премии абсолютно все — от киноаналитиков до простых журналистов — были уверены, что статуэтка отойдёт к Джуди Гарленд, номинированной за мюзикл «Звезда родилась». NBC даже отправила съёмочную команду к актрисе в больничную палату, где она восстанавливалась после рождения сына, дабы взять у неё интервью в прямом эфире сразу же после победы. К удивлению всех, награду получила Келли. По некоторым данным, от победы Гарленд отделили всего шесть голосов членов Американской киноакадемии.
- 1954 — две премии «Оскар»: лучшая женская роль (Грейс Келли) и лучший адаптированный сценарий (Джордж Ситон) и пять номинаций: лучший фильм, лучший режиссёр (Джордж Ситон), лучшая мужская роль (Бинг Кросби), лучшая операторская работа (Джон Ф. Уоррен) и лучшая работа художника-постановщика[13].
- 1954 — премия круга кинокритиков Нью-Йорка лучшей актрисе (Грейс Келли)[14].
- 1954 — три премии Национального совета кинокритиков США: лучшему актёру (Бинг Кросби), лучшей актрисе (Грейс Келли) и включение в список десяти лучших фильмов года[15].
- 1955 — номинация на премию Гильдии сценаристов США за лучший сценарий к кинодраме (Джордж Ситон)[16].
- 1955 — премия «Золотой глобус» за лучшую женскую роль в драме (Грейс Келли)[17].
- 1955 — номинация на премию Гильдии режиссёров США за лучшую режиссёрскую работу (Джордж Ситон)[16].
- 1955 — участие в основной конкурсной программе Каннского кинофестиваля[18].
- 1956 — номинация на премию BAFTA лучшей иностранной актрисе (Грейс Келли)[19].